# Union Carbide Productions
Union Carbide Productions est un groupe de garage rock suédois, originaire de Göteborg. Il comprenait Ebbot Lundberg, Patrik Caganis, Björn Olsson, Per Helm et Henrik Rylander en 1986. Le groupe tire son nom d'Union Carbide Corporation, un fabricant d'insecticides. Leur musique peut être décrite comme une fusion de rock psychédélique et de punk rock, avec parfois une touche de free jazz. Leur son a souvent été comparé à celui des Stooges.
Bien que n'ayant pas rencontré de succès commercial important, le groupe a reçu les louanges d'autres artistes et groupes reconnus comme Kurt Cobain, R.E.M. et Sonic Youth. Après sa séparation, le groupe donne naissance à The Soundtrack of Our Lives.

## Biographie
En 1981, Ebbot Lundberg fait la rencontre de Patrik Caganis pendant un concert des UK Subs. Partageant le même intérêt pour le punk hardcore, ils se lient d'amitié et forment le groupe Sure Tråkings Trio. Dans les années qui suivent, Sure Tråkings Trio se sépare, et Patrik Caganis deviendra étudiant à Minneapolis, USA. Il participe à des concerts de Hüsker Dü, The Replacements et Soul Asylum. En 1986, un ami d'Ebbot Lundbergs, Emrik Larsson, forme un groupe appelé Heartbeat City. Emrik, également chanteur des Stonefunkers, ne restera pas dans le groupe, et suggérera à Ebbot Lundberg de passer une audition. Patrik Caganis, un fan de Heartbeat City, décide de s'allier avec Lundberg et d'auditionner. Heartbeat City comprendra alors Björn Olsson à la guitare, et Henrik Rylander à la batterie. Plus tard rejoints par d'autres membres, ils deviendront Union Carbide Productions.
À la fin 1986, le groupe enregistre trois chansons au Music-a-Matic Studio de Göteborg, Financial Declaration, Summer Holiday Camp et So Long. Ils enverront une cassette démo à Carl Abrahamsson, éditeur du fanzine Lollipop. Au printemps 1987, le groupe obtient un contra tavec le petit label local Radium 226.5, auquel ils publient leur premier album, In the Air Tonight. Plus tard dans l'année, ils participent au festival suédois Hultsfredsfestivalen. En 1988, UCP continue de tourner ensuite en Suède. Ils joueront même au célèbre CBGB's de New York.
Avant leur arrivée aux États-Unis, Per Helm (basse) est remplacé par Adam Wladis — ancien collègue de Henrik Rylander. Avant la sortie de leur prochain album, Financially Dissatisfied, Philosophically Trying, Adam Wladis quitte le groupe et est remplacé par Per Helm. Dans les années qui suivent, le groupe change fréquemment de membres mais, en 1989, finit par trouver sa dernière incarnation en Ebbot Lundberg, Patrik Caganis, Henrik Rylander, Jan Skoglund, Ian Person et occasionnellement de Christian Martinius au saxophone. Le groupe enregistre son dernier album, Swing, en 1992 à Chicago, aux côtés de Steve Albini. UCP se sépare en décembre 1993.
Après la séparation du groupe, Ebbot Lundberg, Ian Person et Björn Olsson formeront The Soundtrack of Our Lives. En 2003, ils se réunissent brièvement pour un concert au Hultsfredsfestivalen, seize ans après leur dernière apparition là-bas. En 2005 sort la compilation Remastered to Be Recycled en Europe,.
Leur catalogue entier sera remasterisé et réédité en vinyle par Ebbot Lundberg en 2013.

## Discographie
- 1987 : In the Air Tonight (Skyclad) [3]
- 1989] : Financially Dissatisfied, Philosophically Trying (Skyclad) [4]
- 1991 : From Influence to Ignorance [5]
- 1992 : Swing [6]
- 2005 : Remastered to Be Recycled (DeAf & Dumb/MNW, compilation)[2]